# Namestnik del Regno di Polonia
Per Namestnik del Regno di Polonia o Viceré del Regno di Polonia (in polacco namiestnik Królestwa Polskiego) si indica il titolo conferito al viceré del Regno di Polonia. 
Questa carica politica venne introdotta dalla Costituzione del Regno di Polonia nel 1815 e descritta in maniera più dettagliata nell'articolo 3 dal titolo Sul Namestnik e sul Consiglio di Stato. Il dignitario che veniva investito di questo titolo veniva scelto personalmente dallo zar fra i membri della nobiltà dell'Impero russo e del regno polacco, fatta eccezione per i cittadini naturalizzati. Fra gli incarichi del Namestnik c'era quello di sovraintendere all'attività di tutta l'amministrazione pubblica del regno e, in assenza del sovrano, di presiedere il Consiglio di Stato ed il Consiglio Amministrativo. In tale veste egli aveva il diritto di veto nelle due assemblee, con l'unica clausola che le sue decisioni dovessero essere controfirmate dal Ministro competente. Questo dignitario era in possesso di ampi poteri legislativi, tra i quali quelli di poter proporre personalmente le candidature alle più alte cariche dello Stato (ministri, senatori, giudici dell'Alta Corte, consiglieri di Stato nonché vescovi e arcivescovi).
Il nobile polacco (poi principe) Józef Zajączek, un grande politico e militare, fu il primo Namestnik, dal 1815 alla morte nel 1826.
Dopo il granduca Costantino, fratello di Alessandro II di Russia, che fu il Namestnik nel periodo 1862-1863 e fu un viceré relativamente liberale, il governo polacco divenne conservatore ed autoritario dopo la ribellione del 1863 e la carica fu assunta da militari dopo il 1874.